# Ghiacciaio Hinton
Il ghiacciaio Hinton è un ghiacciaio tributario lungo circa 27 km situato nella regione meridionale della Terra di Oates, nell'Antartide orientale. Il ghiacciaio, il cui punto più alto si trova a circa 2600 m s.l.m., si trova sulla costa di Hillary e ha origine dal versante settentrionale del monte McClintock, nella regione occidentale della dorsale Britannia, da cui fluisce verso nord, scorrendo tra la cresta Dusky, a ovest, e la dorsale Forbes, a est, fino a unire il proprio flusso a quello del ghiacciaio Hatherton.

## Storia
Il ghiacciaio Hinton è stato mappato da membri dello United States Geological Survey (USGS) grazie a fotografie aeree scattate dalla marina militare statunitense (USN) nel periodo 1960-62, e così battezzato dal Comitato consultivo dei nomi antartici in onore del meccanico statunitense Clarence C. Hinton, Jr., di stanza alla stazione McMurdo nell'inverno del 1963, che fu al comando della squadra di manutentori meccanici della stazione.